# Tollesby
Tollesby – część miasta Middlesbrough, w Anglii, w hrabstwie ceremonialnym North Yorkshire. Leży 65 km na północ od miasta York i 344 km na północ od Londynu.